# Partij voor Groei
De Partij voor Groei (Russisch: Партия Роста, Partiya Rosta) is een Russische politieke partij van centrumrechtse signatuur. De partij ziet in economische groei de remedie voor de sociale problemen in Rusland. De partij wordt geleid door Boris Titov.

## Geschiedenis
De directe voorloper van de Partij voor Groei was de partij Rechtse Zaak (Правое дело) die op 16 november 2008 werd opgericht als fusie van de Unie van Rechtse Krachten (Союз правых сил), de Kracht van de Burger (Гражданская сила) en de Democratische Partij van Rusland (Демократическая Партия России). Op 29 februari 2016 werd de Rechtse Zaak gereorganiseerd tot de Partij voor Groei met Boris Titov (*1960) - de laatste voorzitter van de Rechtse Zaak - als leider van de partij.
Titov was kandidaat voor het presidentschap van de Russische Federatie bij de presidentsverkiezingen van 18 maart 2018 waarbij hij 0,76% van de stemmen kreeg. Bij de parlementsverkiezingen van 2021 behaalde de partij 1 zetel in de Staatsdoema.

## Ideologie
De Partij voor Groei is een conservatief-liberale partij die uitgaat van de veronderstelling dat het welzijn van de burgers verbetert door de groei van de economie. De partij is aangesloten bij het Al-Russisch Volksfront van Kremlingezinde partijen, aangevoerd door Verenigd Rusland. Titov omschrijft zijn partij al deel uitmakend van de "constructieve oppositie."

## Verkiezingsresultaten
| Parlementsverkiezingen (de jaartallen verwijzen naar de verkiezingspagina's) | Parlementsverkiezingen (de jaartallen verwijzen naar de verkiezingspagina's) | Parlementsverkiezingen (de jaartallen verwijzen naar de verkiezingspagina's) | Parlementsverkiezingen (de jaartallen verwijzen naar de verkiezingspagina's) | Parlementsverkiezingen (de jaartallen verwijzen naar de verkiezingspagina's) | Parlementsverkiezingen (de jaartallen verwijzen naar de verkiezingspagina's) | Parlementsverkiezingen (de jaartallen verwijzen naar de verkiezingspagina's) | Parlementsverkiezingen (de jaartallen verwijzen naar de verkiezingspagina's) | Parlementsverkiezingen (de jaartallen verwijzen naar de verkiezingspagina's) |
| Jaar                                                                         | Stemmen                                                                      | %                                                                            | Zetels                                                                       |                                                                              |                                                                              |                                                                              |                                                                              |                                                                              |
| ---------------------------------------------------------------------------- | ---------------------------------------------------------------------------- | ---------------------------------------------------------------------------- | ---------------------------------------------------------------------------- | ---------------------------------------------------------------------------- | ---------------------------------------------------------------------------- | ---------------------------------------------------------------------------- | ---------------------------------------------------------------------------- | ---------------------------------------------------------------------------- |
| 2011(a)                                                                      | 392.806                                                                      | 0,60                                                                         | 0 / 450                                                                      |                                                                              |                                                                              |                                                                              |                                                                              |                                                                              |
| 2016(a)                                                                      | 679,030                                                                      | 0,71                                                                         | 0 / 450                                                                      |                                                                              |                                                                              |                                                                              |                                                                              |                                                                              |
| 2021                                                                         | 291.483                                                                      | 0,65                                                                         | 1 / 450                                                                      |                                                                              |                                                                              |                                                                              |                                                                              |                                                                              |
| (a): Deelname onder de naam Rechtse Zaak                                     |                                                                              |                                                                              |                                                                              |                                                                              |                                                                              |                                                                              |                                                                              |                                                                              |